# Llista de virreis del Perú
El rei Carles I d'Espanya va crear el Virregnat del Perú el 20 de novembre de 1542, mitjançant una cèdula reial signada a Barcelona. El virregnat s'estenia des de Panamà fins a Xile, cobrint tota l'àrea d'Amèrica del Sud, excepte els dominis portuguesos (l'est del Brasil) i les províncies no descobertes, com la part central de la Selva Amazònica i la Governació de Veneçuela, que depenien del Virregnat de Nova Espanya. A partir d'aquell moment, tota l'administració del Perú va passar a mans espanyoles.
A continuació està la llista de tots els virreis que van governar el Perú des de l'any 1544, quan arriba el primer virrei, Blasco Núñez Vela, fins al 9 de desembre de 1824, amb la derrota del Tinent General José de la Serna a la batalla d'Ayacucho.

## Llista
| Casa reial          | Rei d'Espanya            | Virrei |
| ------------------- | ------------------------ | --- |
| Casa dels Habsburg  | (1516-1556) Carles I     | - 1544 - 1546 Blasco Núñez Vela - 1546- 1551 Pedro de La Gasca (President de l'Audiència) - 1551- 1552 Antonio de Mendoza, Marquès de Mondejar - 1552- 1556 Melchor Bravo de Saravia (President de l'Audiència) |
| Casa dels Habsburg  | (1556-1598) Felip II     | - 1556 - 1561 Andrés Hurtado de Mendoza, Segon Marquès de Cañete - 1561- 1564 Diego López de Zúñiga y Velasco, Comte de Nieva - 1564 Juan de Saavedra (President de l'Audiència) - 1564- 1569 Lope García de Castro (President de l'Audiència) - 1569- 1581 Francisco de Toledo - 1581- 1583 Martín Enríquez de Almansa - 1584 - 1585 Cristóbal Ramírez de Cartagena (President de l'Audiència) - 1585- 1589 Fernando Torres y Portugal, Comte del Villar Dompardo - 1589- 1596 García Hurtado de Mendoza y Manríquez Quart Marquès de Cañete - 1596- 1604 Luis de Velasco, Marquès de Salinas, des de 1609 |
| Casa dels Habsburg  | (1598-1621) Felip III    | - 1604 - 1606 Gaspar de Zúñiga y Acevedo, Comte de Monterrey - 1607 Núñez de Avendaño (President de l'Audiència) - 1607- 1615 Juan de Mendoza y Luna, Marquès de Montesclaros - 1616 - 1621 Francisco de Borja y Aragón, Príncep d'Esquilache |
| Casa dels Habsburg  | (1621-1665) Felip IV     | - 1621- 1622 Juan Jiménez de Montalvo (President de l'Audiència) - 1622- 1629 Diego Fernández de Córdoba, Marquès de Guadalcázar - 1629- 1639 Luis Jerónimo Hernández de Cabrera, Quart Comte de Chinchón - 1639- 1648 Pedro Álvarez de Toledo y Leiva, Marquès de Mancera - 1648- 1655 García Sarmiento de Sotomayor, Comte de Salvatierra - 1655- 1661 Luis Henríquez de Guzmán, Comte d'Alba d'Aliste - 1661- 1666 Diego de Benavides y de la Cueva, Comte de Santisteban del Puerto |
| Casa dels Habsburg  | (1665-1700) Carles II    | - 1666 - 1667 Bernardo de Iturriaza (President de l'Audiència) - 1667- 1672 Pedro Antonio Fernández de Castro, Comte de Lemos - 1672- 1674 Bernardo de Iturriaza (President de l'Audiència) - 1674- 1678 Baltasar de la Cueva Henríquez, Comte de Castellar - 1678- 1681 Melchor Liñán de Cisneros (Arquebisbe de Lima) - 1681- 1689 Melchor de Navarra y Rocafull, Duc de la Palata - 1689- 1705 Melchor Antonio Portocarrero Lazo de la Vega, Comte de Moncloa |
| Casa dels Borbons   | (1700-1724) Felip V      | - 1705 - 1707 Miguel Núñez de Sanabria (President de l'Audiència) - 1707- 1710 Manuel d'Oms i de Santa Pau, Marquès de Castelldosrius - 1710 Miguel Núñez de Sanabria (President de l'Audiència) - 1710- 1716 Diego Ladrón de Guevara (Bisbe de Quito) - 1716 Mateo de la Mata Ponce de León (President de l'Audiència) - 1716 Diego Morcillo Rubio de Auñón (Arquebisbe de La Plata y Charcas) - 1716- 1720 Carmine Nicolao Caracciolo, Príncep de Santo Buono - 1720- 1724 Diego Morcillo Rubio de Auñón (Arquebisbe de La Plata y Charcas) - 1724- 1736 José de Armendáriz, Marquès de Castelfuerte - 1736- 1745 José Antonio de Mendoza Caamaño y Sotomayor, Marquès de Villagarcía - 1745- 1761 José Antonio Manso de Velasco, Comte de Superunda |
| Casa dels Borbons   | (1724) Lluís I d'Espanya | - 1705 - 1707 Miguel Núñez de Sanabria (President de l'Audiència) - 1707- 1710 Manuel d'Oms i de Santa Pau, Marquès de Castelldosrius - 1710 Miguel Núñez de Sanabria (President de l'Audiència) - 1710- 1716 Diego Ladrón de Guevara (Bisbe de Quito) - 1716 Mateo de la Mata Ponce de León (President de l'Audiència) - 1716 Diego Morcillo Rubio de Auñón (Arquebisbe de La Plata y Charcas) - 1716- 1720 Carmine Nicolao Caracciolo, Príncep de Santo Buono - 1720- 1724 Diego Morcillo Rubio de Auñón (Arquebisbe de La Plata y Charcas) - 1724- 1736 José de Armendáriz, Marquès de Castelfuerte - 1736- 1745 José Antonio de Mendoza Caamaño y Sotomayor, Marquès de Villagarcía - 1745- 1761 José Antonio Manso de Velasco, Comte de Superunda |
| Casa dels Borbons   | (1724-1746) Felip V      | - 1705 - 1707 Miguel Núñez de Sanabria (President de l'Audiència) - 1707- 1710 Manuel d'Oms i de Santa Pau, Marquès de Castelldosrius - 1710 Miguel Núñez de Sanabria (President de l'Audiència) - 1710- 1716 Diego Ladrón de Guevara (Bisbe de Quito) - 1716 Mateo de la Mata Ponce de León (President de l'Audiència) - 1716 Diego Morcillo Rubio de Auñón (Arquebisbe de La Plata y Charcas) - 1716- 1720 Carmine Nicolao Caracciolo, Príncep de Santo Buono - 1720- 1724 Diego Morcillo Rubio de Auñón (Arquebisbe de La Plata y Charcas) - 1724- 1736 José de Armendáriz, Marquès de Castelfuerte - 1736- 1745 José Antonio de Mendoza Caamaño y Sotomayor, Marquès de Villagarcía - 1745- 1761 José Antonio Manso de Velasco, Comte de Superunda |
| Casa dels Borbons   | (1746-1759) Ferran VI    | - 1705 - 1707 Miguel Núñez de Sanabria (President de l'Audiència) - 1707- 1710 Manuel d'Oms i de Santa Pau, Marquès de Castelldosrius - 1710 Miguel Núñez de Sanabria (President de l'Audiència) - 1710- 1716 Diego Ladrón de Guevara (Bisbe de Quito) - 1716 Mateo de la Mata Ponce de León (President de l'Audiència) - 1716 Diego Morcillo Rubio de Auñón (Arquebisbe de La Plata y Charcas) - 1716- 1720 Carmine Nicolao Caracciolo, Príncep de Santo Buono - 1720- 1724 Diego Morcillo Rubio de Auñón (Arquebisbe de La Plata y Charcas) - 1724- 1736 José de Armendáriz, Marquès de Castelfuerte - 1736- 1745 José Antonio de Mendoza Caamaño y Sotomayor, Marquès de Villagarcía - 1745- 1761 José Antonio Manso de Velasco, Comte de Superunda |
| Casa dels Borbons   | (1759-1788) Carles III   | - 1761 - 1776 Manuel d'Amat i de Junyent - 1776- 1780 Manuel de Guirior, Marquès de Guirior - 1780- 1784 Agustín de Jáuregui y Aldecoa - 1784- 1790 Teodoro de Croix, Cavaller de Croix |
| Casa dels Borbons   | (1788-1808) Carles IV    | - 1790-1796 Francisco Gil de Taboada y Lemos - 1796-1801 Ambrosio O'Higgins Marquès d'Osorno - 1801 Manuel Arredondo y Pelegrín (President de l'Audiència) - 1801 - 1806 Gabriel de Avilés y del Fierro, Marquès d'Avilés - 1806- 1816 José Fernando de Abascal y Sousa, Marquès de la Concordia |
| Casa dels Bonaparte | (1808-1813) Josep I      | - 1790-1796 Francisco Gil de Taboada y Lemos - 1796-1801 Ambrosio O'Higgins Marquès d'Osorno - 1801 Manuel Arredondo y Pelegrín (President de l'Audiència) - 1801 - 1806 Gabriel de Avilés y del Fierro, Marquès d'Avilés - 1806- 1816 José Fernando de Abascal y Sousa, Marquès de la Concordia |
| Casa dels Borbons   | (1813-1833) Ferran VII   | - 1816- 1821 Joaquín de la Pezuela (Tinent General) - 1821- 1824 José de la Serna e Hinojosa (Tinent General) |

- En 13 ocasions, el President de l'Audiència de Lima va assumir el càrrec de virrei interí, i en 2 ocasions, ho va assumir el clergat.

- El període més llarg de govern va ser el de Pedro de La Gasca (1546 - 1550), que es va dedicar a la reorganització i pacificació del Perú recent conquerit.

- Abans de la designació de Blasco Núñez Vela com a virrei, van ser governadors del Perú:
  - Francisco Pizarro (1534 - 1540)
  - Cristóbal Vaca de Castro, President de l'Audiència 1540 - 1544